# Ploceus cucullatus
Il tessitore gendarme (Ploceus cucullatus (Statius Müller, 1776)), noto anche come tessitore testanera dei villaggi, è un uccello della famiglia Ploceidae, diffuso nell'Africa subsahariana.

## Descrizione
È un passeriforme di media taglia, che misura da 15 a 18 cm di lunghezza, per un peso di 32-45 grammi.

Presenta un pronunciato dimorfismo sessuale: la livrea del maschio è di colore giallo brillante, con ali screziate di nero, con la testa ed il becco neri, mentre la femmina è di un colore giallo tendente al bruno, con becco grigio chiaro.

## Biologia
Al pari degli altri uccelli della famiglia Ploceidae, costruisce dei nidi sospesi molto complessi, intrecciando fili di paglia e ramoscelli.

## Distribuzione e habitat
La specie è presente in: Angola, Benin, Botswana, Burkina Faso, Burundi, Camerun, Repubblica Centrafricana, Ciad, Congo, Repubblica Democratica del Congo, Costa d'Avorio, Eritrea, Etiopia, Gabon, Gambia, Ghana, Guinea, Guinea-Bissau, Guinea  Equatoriale, Kenya, Lesotho, Liberia, Malawi, Mali, Mauritania, Mozambico, Namibia, Niger, Nigeria, Ruanda, São Tomé e Príncipe, Senegal, Sierra Leone, Somalia, Sudafrica, Sudan, Sudan del Sud, Swaziland, Tanzania, Togo, Uganda, Zambia, Zimbabwe.
È stata inoltre introdotta dall'uomo nelle isole Mascarene (Mauritius e Riunione), ad Haiti e nella Repubblica Dominicana, a Porto Rico e nella Martinica.

## Tassonomia
Sono note le seguenti sottospecie:
- Ploceus cucullatus cucullatus (Statius Müller, 1776)
- Ploceus cucullatus abyssinicus (Gmelin, 1789)
- Ploceus cucullatus bohndorffi Reichenow, 1887
- Ploceus cucullatus frobenii Reichenow, 1923
- Ploceus cucullatus collaris Vieillot, 1819
- Ploceus cucullatus graueri Hartert, 1911
- Ploceus cucullatus nigriceps (Layard, 1867)
- Ploceus cucullatus spilonotus Vigors, 1831